# Abd al-Rahman Sanchuelo
Pour les articles homonymes, voir Abd al-Rahman.
Abd al-Rahman Sanchuelo (983–1009), né et mort à Cordoue, fut le fils d'Almanzor et premier ministre du calife Hicham II.

## Biographie
Comme sa mère, Abda (née Urraca), était la fille de Sanche II de Navarre, il fut surnommé le petit Sanche.
Après la mort de son frère Abd al-Malik, dont on a dit qu'il l'avait empoisonné, il lui succède dans ses fonctions de hâdjib dont il ne fut guère plus que quatre mois.
Dès son accession au pouvoir, Abd al-Rahman fait ajouter au titre de An-Nasir ad-Dawla « défenseur de la dynastie » qu’il avait déjà celui de al-Ma'mun « En qui on a confiance. » Ensuite il se fait désigner comme successeur au trône califal par Hicham II. En 1009, un décret de Hicham II impose le port du turban à la cour. Ce décret est le prétexte que les opposants au calife vont saisir pour le renverser. Le lendemain de l’incident des turbans, Sanchuelo part en campagne contre le roi Alphonse V de León. Les opposants profitent de son absence pour renverser Hicham II et le remplacer par son cousin Muhammad II. À son retour, Sanchuelo est fait prisonnier et exécuté le 16 février 1009.